# Mathura
Mathura (hindi nyelven: मथुरा, átírva: Mathurā, angolul: Mathura) város India területén, Uttar Prades államban, a Dzsamna (Jumna, Yamuna) folyó nyugati partján. Delhitől kb. 140 km-re délre, Agrától 50 km-re ÉNy-ra fekszik. Lakosainak száma 349 ezer, elővárosokkal együtt 455 ezer fő volt 2011-ben.
India egyik legősibb városa, története a Maurja-dinasztia előtti időkre nyúlik vissza.
Jelentős hindu zarándokhely. A zarándokok a Visram Ghát lépcsőinél égő olajmécseseket helyeznek a Dzsamna vizére. A hindu szentírások szerint itt volt Krisna szülőhelye.
A város egyben a buddhista zarándokkörút része.

## Fordítás
- Ez a szócikk részben vagy egészben  a   Mathura című angol Wikipédia-szócikk fordításán alapul.  Az eredeti cikk szerkesztőit annak laptörténete sorolja fel. Ez a jelzés csupán a megfogalmazás eredetét és a szerzői jogokat jelzi, nem szolgál a cikkben szereplő információk forrásmegjelöléseként.
- Ez a szócikk részben vagy egészben  a   Mathura című német Wikipédia-szócikk fordításán alapul.  Az eredeti cikk szerkesztőit annak laptörténete sorolja fel. Ez a jelzés csupán a megfogalmazás eredetét és a szerzői jogokat jelzi, nem szolgál a cikkben szereplő információk forrásmegjelöléseként.